# Solanum edmondstonii
Solanum edmondstonii är en potatisväxtart som beskrevs av Joseph Dalton Hooker. Solanum edmondstonii ingår i släktet skattor som ingår i familjen potatisväxter. Inga underarter finns listade i Catalogue of Life.